# Masanao Sasaki
Masanao Sasaki (* 19. červen 1962) je bývalý japonský fotbalista.

## Klubová kariéra
Hrával za Honda, All Nippon Airways, JEF United Ičihara a Kashiwa Reysol.

## Reprezentační kariéra
Masanao Sasaki odehrál za japonský národní tým v letech 1988–1991 celkem 20 reprezentačních utkání.

## Statistiky
| Japonsko | Japonsko | Japonsko |
| Roky     | Záp.     | Góly     |
| -------- | -------- | -------- |
| 1988     | 2        | 0        |
| 1989     | 11       | 0        |
| 1990     | 6        | 0        |
| 1991     | 1        | 0        |
| Celkem   | 20       | 0        |